# Porta Pusterla
Porta Pusterla era una delle porte della città di Mantova.

## Storia
La Porta Pusterla fece parte delle mura difensive della città di Mantova, venne edificata dalla famiglia Gonzaga intorno al 1400. La Porta costituiva uno degli accessi alla città dal meridione, aprendosi su un ponte a nove arcate che attraversava la fossa magistrale in direzione dell'Isola del Te. Dal 1506 al 1508 venne costruito a fianco a Porta Pusterla il Palazzo di San Sebastiano, edificio voluto dal marchese Francesco II Gonzaga che la utilizzò come dimora preferita.
Nel 1530 la Porta Pusterla venne ristrutturata e dotata di un aspetto più elegante e monumentale, nella ristrutturazione venne inserito al di sopra della Porta un giardino pensile che fece parte del Palazzo di San Sebastiano. Dal 1600 alla fine del 1700 iniziò la decadenza della Porta, alla quale subì continui restauri e ricostruzioni per le guerre e per le piene che il Mincio creava alla città, facendola diventare una vera e propria isola.
Dal 1902 al 1905 la Porta subì due demolizioni da parte dell'Amministrazione Mantovana, che in quel periodo diede inizio ad un rinnovo urbano alla città di Mantova con la demolizione delle porte e delle mura che erano i punti chiave del progetto urbano. La Porta venne definitivamente demolita nel 1905 e la fossa magistrale venne prosciugata.
Fra il 1914 e il 1932 in tale area fu attivo l'omonimo capolinea della rete tranviaria di Mantova.